# Лютутув
Лютутув (пол. Lututów) — місто в Польщі, у гміні Лютутув Верушовського повіту Лодзинського воєводства.
Населення — 2235 осіб (2011).
Мало статус міста у 1406-1720 та 1843-1870 роках. Статус міста поновлено 1 січня 2020 року.
У 1975-1998 роках село належало до Серадзького воєводства.

## Демографія
Демографічна структура станом на 31 березня 2011 року:
|          | Загалом | Допрацездатний вік | Працездатний вік | Постпрацездатний вік |
| -------- | ------- | ------------------ | ---------------- | -------------------- |
| Чоловіки | 1094    | 244                | 752              | 98                   |
| Жінки    | 1141    | 221                | 677              | 243                  |
| Разом    | 2235    | 465                | 1429             | 341                  |